# NGC 3615
NGC 3615 ist eine elliptische Galaxie vom Hubble-Typ E4 im Sternbild Löwe auf der Ekliptik. Sie ist schätzungsweise 296 Millionen Lichtjahre von der Milchstraße entfernt und hat einen Durchmesser von etwa 125.000 Lichtjahren.

Im selben Himmelsareal befindet sich u. a. die Galaxie NGC 3618.
Das Objekt wurde am 10. April 1785 von Wilhelm Herschel entdeckt.